# جان بولینگتان
جان بولینگتان (انگلیسی: John Bollington؛ ۳۱ ژوئیه ۱۸۸۶ – ۲۱ مه ۱۹۶۵) بازیکن فوتبال اهل بریتانیا بود.
از باشگاه‌هایی که در آن بازی کرده است می‌توان به باشگاه فوتبال برایتون اند هوو آلبیون، باشگاه فوتبال ساوتند یونایتد، و باشگاه فوتبال والسال اشاره کرد.